# 硝子のアンブレラ
硝子のアンブレラ（ガラスのアンブレラ）は、日本の女性アイドルグループ・prediaの楽曲。自身通算17枚目のシングルとして、2021年8月4日に日本クラウン（CROWN GOLDレーベル）からリリースされた。

## 背景とリリース
前作「東京マドンナ」（2020年9月23日）に参加したあのんが加入から僅か1年4か月で脱退したが、それに伴うメンバー補充やロゴマーク変更は行われず、prediaは再び6人編成で活動を継続した。また、「NAKED」（2019年6月12日）から3作連続で使用されていた『Revolver records』（リボルバーレコーズ）レーベルが設立から僅か2年で消滅したため、本作からは再びCROWN GOLDレーベルでのリリースに戻された。
本シングルの制作は、2021年5月30日にSHIBUYA PLEASURE PLEASUREで行われた『predia presents "THE LIVE 2021" vol.3』に於いて発表された。表題曲は前作同様、栗原暁（Jazzin' park）が作詞・作曲に参加。“prediaらしい情熱的な歌謡Danceサマーソング”に仕上げている。
水野まいの公式YouTubeチャンネル（後述）では、本作のジャケットとミュージックビデオ撮影の裏側をまとめた映像が公開されている。
2022年5月25日発売のベストアルバム『DIAMOND』に本作は収録されていない。prediaのシングル表題曲としては唯一のアルバム未収録曲となった。

## 発売前後の出来事
本作発売前の2021年7月27日に、メンバーの水野まい・湊あかね・村上瑠美奈・まえだゆうが新型コロナウイルスのPCR検査で陽性と診断されたことが報じられ、特に水野は気管支炎を患う事態となった。この為予定されていたリリースイベントの一部が中止になる等、プロモーション活動に影響が出た。
2021年8月8日、渋谷WWW-Xにてメジャーデビュー7周年記念ワンマンライブ「BRIGHT DAY」を開催。表題曲及びカップリングの「Ready Fight !」も披露した。
2022年2月25日に発表された『日本クラウン・第58回ヒット賞』では、本作がシングルヒット賞に選ばれた。

## シングル収録トラック
トラックはType-A（CRCP-10468）・Type-B（CRCP-10469）・Type-C（CRCP-10470）共に同一だが、ジャケット写真が異なる。

### CD
| #         | タイトル                           | 作詞                   | 作曲                   | 編曲                       | 時間  |
| --------- | ---------------------------------- | ---------------------- | ---------------------- | -------------------------- | ----- |
| 1.        | 「硝子のアンブレラ」               | 栗原暁（Jazzin' park） | 前田佑・栗原暁         | 前田佑                     | 4:03  |
| 2.        | 「Ready Fight !」                  | 由利好                 | 徐賢眞（Hyeonjin Seo） | 高木龍一 （DREAM MONSTER） | 4:34  |
| 3.        | 「硝子のアンブレラ」(instrumental) |                        | 前田佑・栗原暁         | 前田佑                     | 4:03  |
| 4.        | 「Ready Fight !」(Instrumental)    |                        | 徐賢眞（Hyeonjin Seo） | 高木龍一 （DREAM MONSTER） | 4:35  |
| 合計時間: | 合計時間:                          | 合計時間:              | 合計時間:              | 合計時間:                  | 17:15 |

### DVD
| #  | タイトル                          | 作詞 | 作曲・編曲 | 演出                                 |
| -- | --------------------------------- | ---- | ---------- | ------------------------------------ |
| 1. | 「硝子のアンブレラ」(Music Video) |      |            |                                      |
| 2. | 「硝子のアンブレラ」(MV Making)   |      |            | shunsuke yamada （BRIDGE HEADWORKS） |